# Linia kolejowa 164 Fiľakovo – Somoskőújfalu
Linia kolejowa 164 Fiľakovo – Somoskőújfalu – linia kolejowa na Słowacji o długości 11,7 km, łącząca miejscowości Fiľakovo i Somoskőújfalu na Węgrzech. Jest to linia jednotorowa oraz niezelektryfikowana.